# 皮利皮 (巴爾區)
48°58′14″N 27°34′28″E / 48.97056°N 27.57444°E
皮利皮（烏克蘭語：Пилипи），是烏克蘭的村落，位於該國西南部文尼察州，由日梅林卡區負責管轄，面積5.5平方公里，海拔高度272米，2001年人口101，人口密度每平方公里18.36人。